# Selle Italia-Pacific/2001
Deze pagina geeft een overzicht van de Selle Italia-Pacific-wielerploeg in 2001.

## Algemeen
Sponsors: Selle Italia (fietsmerk), Pacific Electronic Instruments
Algemeen manager: Antonio Castaño
Ploegleiders: Gianni Savio, Fabio Becherini
Fietsen: Daccordi

## Renners
| Naam                        | Geboortedatum | Nationaliteit | Ploeg 2000         |
| --------------------------- | ------------- | ------------- | ------------------ |
| Fortunato Baliani           | 06-07-1974    | Italië        |                    |
| Julio Ernesto Bernal*       | 16-04-1964    | Colombia      | Onbekend           |
| Rafael Brand*               | 17-04-1973    | Colombia      | Individueel        |
| Hernán Buenahora            | 18-031-1967   | Colombia      |                    |
| José Castelblanco           | 15-12-1969    | Colombia      | Kelme-Costa Blanca |
| Mychajlo Chalilov           | 03-07-1975    | Oekraïne      |                    |
| Humberto Contreras          | 04-11-1972    | Colombia      | Neo                |
| Carlos Alberto Contreras    | 11-12-1973    | Colombia      | Kelme-Costa Blanca |
| John Freddy García          | 25-05-1974    | Colombia      |                    |
| Freddy González             | 18-06-1975    | Colombia      |                    |
| Edouardo Guerrero*          | 23-02-1971    | Colombia      | Neo                |
| Álvaro Lozano*              | 14-05-1964    | Colombia      |                    |
| Ruber Marín                 | 07-06-1968    | Colombia      |                    |
| Andris Naudužs              | 05-11-1974    | Letland       |                    |
| Dimitri Pavi Degl'Innocenti | 04-04-1975    | Italië        |                    |
| Leonardo Scarselli          | 29-04-1975    | Italië        |                    |
| Kristjan Snorrasson         | 26-06-1975    | Australië     | Stagiair           |
| Csaba Szekeres              | 30-01-1977    | Hongarije     |                    |
| Gianluca Tonetti            | 21-04-1967    | Italië        |                    |
| Russell Van Hout            | 15-06-1976    | Australië     |                    |
| José Luis Vanegas           | 26-05-1970    | Colombia      |                    |

* Rijden niet in Europa

## Belangrijke overwinningen
| Ronde van Táchira 2e etappe: Andris Naudužs 5e etappe: Julio Ernesto Bernal Ronde van Italië 14e etappe: Carlos Alberto Contreras Bergklassement: Freddy González Ronde van Colombia 6e etappe: Hernán Buenahora 7e etappe: Hernán Buenahora 9e etappe: Hernán Buenahora 15e etappe: Hernán Buenahora Eindklassement: Hernán Buenahora Clásico RCN 2e etappe: José Castelblanco 7e etappe: José Castelblanco 8e etappe: Freddy González |

1996 · 1997 · 1998 · 1999 · 2000 · 2001 · 2002 · 2003 · 2004 · 2005 · 2006 · 2007 · 2008 · 2009 · 2010 · 2011 · 2012 · 2013 · 2014 · 2015 · 2016 · 2017 · 2018 · 2019 · 2020 · 2021 · 2022